# تفسیر البرهان

تصویر جلد کتاب البرهان فی تفسیر القرآن - چاپ بیروت

البرهان فی تفسیر القرآن تفسیری از قرآن نوشته سید هاشم بحرانی از علمای شیعی بحرین.

## مولف
سید هاشم بن سلیمان بحرانی از نوادگان موسی کاظم و مفسر و محدث قرن یازدهم بوده است. وی اهل توبلی در بحرین بوده و در سال 1107 یا 1109 در بحرین به خاک سپرده می شود. از آثارش چنین استباط می شود که از علمای اخباری بوده است.

## روش شناسی
بحرانی در مقدمه کتابش آورده البرهان حاوی اسرار علوم قرآنی است و مسائل شرعی، قصص و اخبار انبیاء و فضائل اهل بیت را بیان میکنم. وی تلاش کرده است روایات را از کتب معتبر امامیه و در بعضی موارد اهل سنت استفاده کند. وی همچنین احادیثی از ابن عباس نقل کرده زیرا وی را شاگرده علی بن ابیطالب می داند. 

## شیوه نگارش
وی در نگارش خود بعد آوردن نام سوره، محل نزول، فضیلیت سوره و تعداد آیات را اشاره میکند. سپس آیاتی که دارای روایت تفسیری هستند را ذکر میکند و در ادامه روایات مربوط به آن آیه را نقل می کند.

## مبنای تفسیری
بحرانی بر مبنای کلام گهر بار اهل بیت یک سری مبانی را برای خود در تفسیرش قرار داده است:

### جامعیت قرآن در مسائل هدایتی
مولف معتقد است که کتاب قرآن راهنمای ابدی و جاودانی خدا برای همه انسانها در همه دوران ها می باشد. وی معتقد است قرآن جامع همه اموری هدایتی می باشد و برای اثبات نظریه خود در مقدمه کتابش آیات و روایاتی را ذکر می کند. 

### باطن پذیری آیات قرآن کریم
وی با استتناد به روایات تاویلی و باطنی از اهل بیت معتقد به وجود باطنی برای ایات قرآن می باشد. 

### نیاز همیشگی به اهل بیت در فهم قرآن
بحرانی که از اخباریون می باشد معتقد است تنها محمد و اهل بیت اش شایسته تفسیر قران کریم هستند و تفسیر غیرمعصوم نوعی تفسیر به رای می باشد و موجب گمراهی خواهد شد. وی همچنین فهم قرآن از علوم معانی و بیان را رد میکند. 

### اتصال علم اهل بیت به علم محمد
از دیگر مبانی مولف این است که علم اهل بیت مانند علم محمد به منبع ربوبی متصل است و آنها وارثان علم محمد هستند و برای اثبات حرفش به حدیث ثقلین و آیه تطهیر استناد میکند. 
مبانی اعتقادی و کلامی 
وی که مبنای اعتقادی و کلامی خود را به نوعی از نشات گرفته از منبع وحی می داند لذا آن را مبنای فکری خود در البرهان می داند. 

### عدم صلاحیت عقول بشری در تفسیر
بحرانی همچون مفسران اخباریون دیگر نقش عقل را در تفسیر رد می کند و تفسیرش را خالی از بررسی های اجتماعی و تحلیلی با نگاه عقلی می نویسد. وی معتقد است عقل انسان ها از درک ظاهر و باطن قرآن عاجزند چون قرآن کلام خالق است.

## نسخه‌ها و چاپ‌های تفسیر البرهان

### چاپ سنگی و حروفی
این کتاب غیر از چاپهای سنگی قدیم، در شکل جدید چند بار طبع گردیده‌است. از جمله چاپ حروفی در ۵ جلد (یک جلد مقدمه و ۴ جلد تفسیر) توسط مؤسسه اسماعیلیان قم؛ مؤسسه الوفا بیروت در ۴ جلد؛ کتابفروشی اسلامیه تهران در ۵ جلد؛ مؤسسه الرسالة بیروت در سال ۱۴۰۳ ه‍.ق
چاپ جدیدی در پنج جلد به قطع رحلی توسط مرکز چاپ و نشر مؤسسه بعثت تهران با تحقیق گروه بحث‌های اسلامی این مؤسسه و مقدمه محمد مهدی آصفی، صورت گرفته‌است.
محمد مهدی آصفی در مقدمه خود به این مباحث اشاره دارد:
1. سه دیدگاه در تفسیر
2. نیاز به تفسیر برای فهم قرآن
3. حجیت ظواهر قرآن
4. سه عامل مهم از عوامل ایجادکننده ضرورت تفسیر
5. تاریخ تفسیر (در مراحل سه‌گانه) و بایسته‌های مرحله سوّم
6. خطوط و اصول کلی تفسیر اهل بیت
  1. تنزیه خداوند از تجسیم
  2. تنزیه انبیاء از گناه
  3. محال بودن رؤیت خداوند
  4. نظر اهل بیت در هدایت و ضلالت
  5. نظر اهل بیت در جبر و تفویض
  6. تفسیر قرآن به قرآن
7. روش‌های تفسیری
  1. تفسیر به رأی
  2. تفسیر به مأثور
8. تفسیر البرهان
9. مصادر روایی تفسیر البرهان
10. نقد و نظر
11. جعل در روایات اهل بیت

### نسخه‌های خطی
1. نسخه‌ای در کتابخانه وزیری یزد به شماره(۵۹۹۸)
2. نسخه‌ای در کتابخانه مرکزی دانشگاه تهران به شماره(۸۴۴)
3. نسخه‌ای در دارالکتب قاهره شماره(۱۹۱۰۹ ب)
4. نسخه‌ای در کتابخانه فیضیه قم (۳۹- ۴۰- ۱۶ تفسیر)
5. نسخه‌ای در کتابخانه عمومی آیت‌الله حکیم، عراق شماره(۶۹۰)
6. نسخه‌ای در کتابخانه دانشکده ادبیات دانشگاه تهران به شماره(۴۵۷)
7. نسخه‌ای در کتابخانه دانشکده الهیات دانشگاه تهران شماره ۲۰ ب و ۲۵ ب
8. نسخه‌ای در کتابخانه آستان قدس رضوی مشهد شماره ۸۳–۹۱
9. نسخه کتابخانه مدرسه عالی شهید مطهری تهران(۲۰۵۷).